# 非洲之角

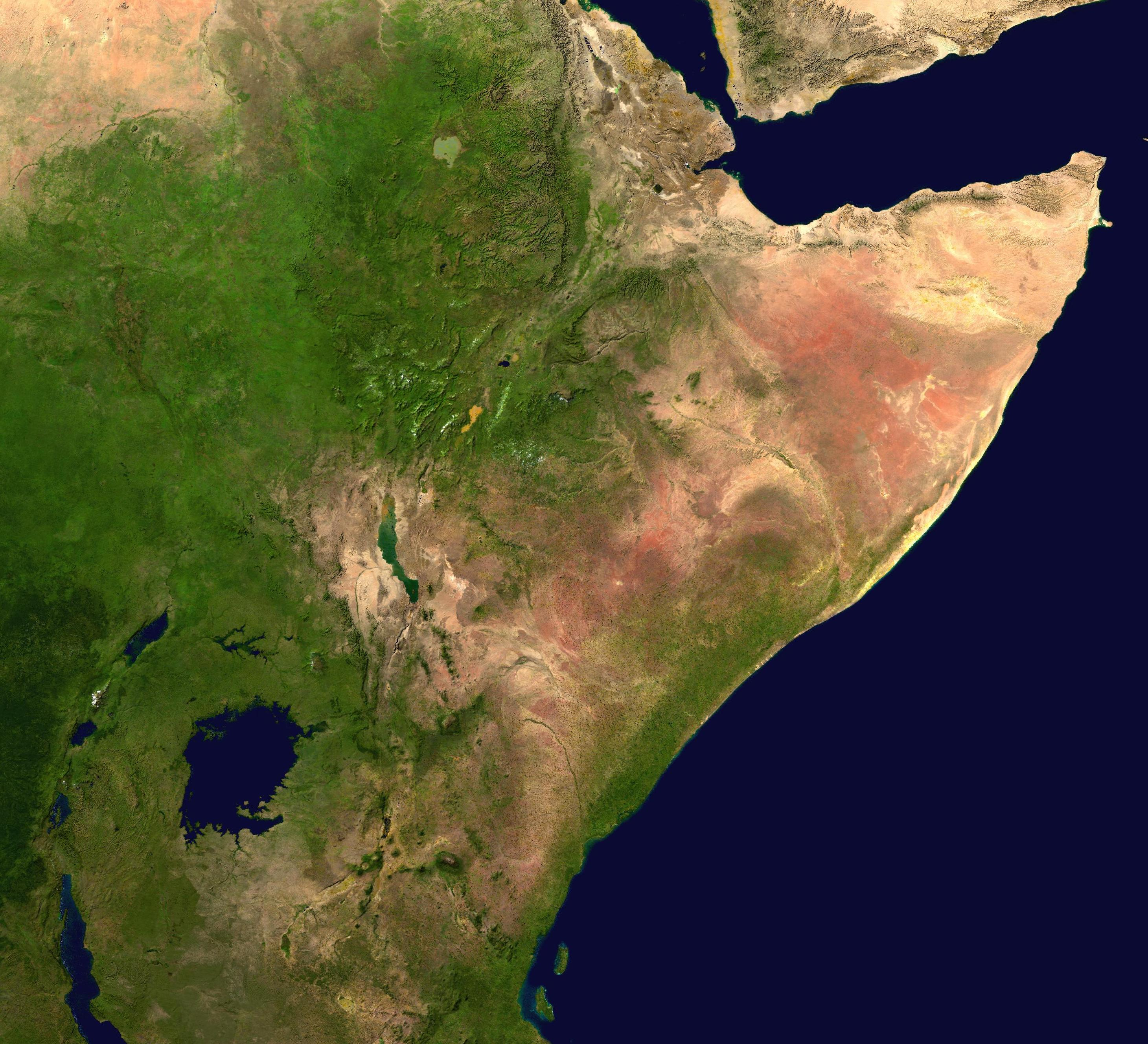
非洲之角（NASA的衛星照片）

非洲之角，有时按照其地理位置，又称东北非洲，作为一个半岛，则又称索马里半岛。非洲之角位于非洲东北部，是东非的一个半岛，在亚丁湾南岸，向东伸入阿拉伯海数百公里。它是非洲大陆最东的地区，非洲大陆最东端的哈丰角也位于这个地区。
作为一个更大的地区概念，非洲之角包括了吉布提、埃塞俄比亚、厄立特里亚、索马里等国家。非洲之角面积约2,000,000平方公里，人口约9020万（埃塞俄比亚7500万、索马里1000万、索马里兰390万、厄立特里亚450万、吉布提70万）。

## 概况

非洲之角国家

非洲之角因其为非洲东北部一片呈犀牛角状向东突出的地区而得名，狭义的非洲之角具体包括肯尼亚和乌干达以北、白尼罗河以东，直到红海、亚丁湾和印度洋岸之间的地区，包含索马里、索馬利蘭、吉布提全境和部分厄立特里亚、衣索比亞的半島地區。因為非洲之角的大部分地区為索馬里人居住，所以也被稱為索馬利半島。

### 国家政区
非洲之角是連絡印度洋、紅海、地中海的海上要衝，地理位置和战略意义重要，所以历来是列强争夺的热点，19世紀時沦为義大利、法國、英國等国的殖民地，今日則包含了下列的獨立國家：
- 衣索比亞
- 索馬利蘭（未獲國際普遍承認）

广义的非洲之角不但包括以上国家的全部领土，还包括以下国家：
- 苏丹

因為索馬里政治动荡引起內戰（同時 索馬利蘭獨立），加上索馬利蘭和邦特蘭的國界紛爭，和衣索比亞及厄利垂亞之間的國境紛爭等事件，非洲之角的政局並不安定。

### 重要都市
- 吉布地市：吉布提首都，与国名相同。
- 阿斯马拉：厄立特里亚首都，位于红海沿岸，严格来说不在狭义的非洲之角范围。
- 亚的斯亚贝巴：埃塞俄比亞首都，非洲聯盟總部所在地。
- 摩加迪沙：索马里首都，非洲之角（狭义）第一大城市。
- 哈爾格薩：索马里兰首都。

### 主要语言
- 阿拉伯语：非洲之角最重要的语言，除埃塞俄比亚之外的各国都将它作为官方语言或工作语言。
- 英语：非洲之角第三大语言，索马里工作语言，厄立特里亚的工作语言之一。
- 法语：吉布提的官方语言之一。
- 索马里语：索马里的官方语言，吉布提和埃塞俄比亚的民族语言之一。
- 阿姆哈拉语：埃塞俄比亚的官方语言。
- 提格雷语、提格雷尼亚语和阿法尔语等各少数民族的语言：在埃塞俄比亚广泛使用，厄立特里亚的工作语言之一。
- 意大利语：在埃塞俄比亚广泛使用，厄立特里亚的工作语言之一。

### 非洲之角國家列表
| 旗幟       | 國徽 | 國号                   | 建立日期                          | 設計與涵義 | 國家疆域 |
| ---------- | ---- | ---------------------- | --------------------------------- | --- | -------- |
| 吉布提     |      | 吉布地共和国           | 1977年6月23日                     | 比例2:3。藍綠二條橫旗，左邊為白色等腰三角形帶紅色五角星。白色體現人民渴望和平與平等的心願，藍色象徵天空和海洋，綠色是這蘊藏著無盡財富生機勃勃的大地；藍與綠兩色還同時表示組成國家的兩個主要民族：依薩族（Issas），即索馬利亞族，代表他們的藍色正是索馬利亞國旗的顏色，而綠色代表回教的信徒阿法爾族（Afars）人。一顆紅星象徵團結。 |          |
| 厄立特里亚 |      | 厄利垂亞國             | 1993年5月24日                     | 比例1:2。兩個綠、藍直角三角形和夾在中間的紅色等腰三角形組成的旗幟。紅色三角形上有黃色的花環圍繞橄欖枝。綠色象徵農業，紅色象徵獨立奮鬥的勇氣，藍色象徵海洋，黃色象徵礦產，其中橄欖枝葉象徵獨立自主。 |          |
| 埃塞俄比亚 |      | 衣索比亞聯邦民主共和國 | 1941年5月5日（复国）              | 比例1:2。綠黃紅三條橫旗，中間為國徽。綠色象徵大地與希望，黃色象徵愛與和平，紅色象徵勇氣及愛國。紅黃綠三色也代表三個地區，紅色為提克列，黃色為阿姆哈拉、綠色為西奧亞。國徽的藍色象徵和平，五角星象徵民族的團結合作。 |          |
| 索马里     |      | 索马里联邦共和國       | 1960年7月1日                      | 比例2:3。天藍底中間白色五角星的旗幟。中央的五角星象徵自由與獨立。五個角代表索馬利亞的五個地區英屬索馬利亞、意屬索馬利亞、法屬索馬利亞、埃属索马里，以及肯尼亚索马里。 |          |
| 索马里兰   |      | 索馬利蘭共和國         | 1991年5月18日（未獲國際普遍承認） | 比例1:2。由綠、白、紅三個平行的長方形組成。綠色條紋內有清真言；白色條紋內有一個黑色的五角星。綠色代表發達，白色意指和平，紅色為戰士的鮮血。黑色象徵索馬利亞大一統之夢的終結。 |          |

## 地理和气候

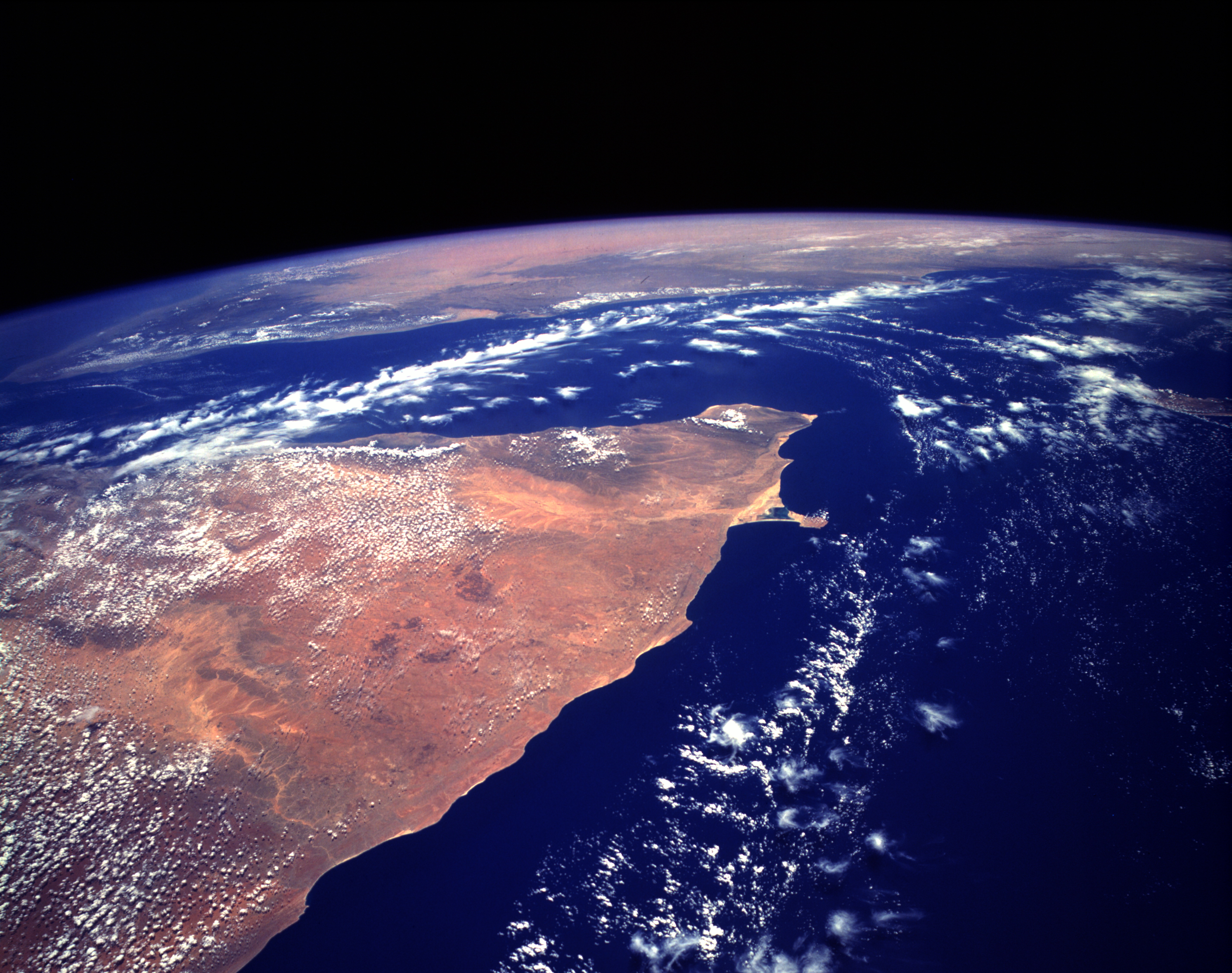
1993年5月在NASA的航天飞机上看非洲之角，照片上的橙色和棕褐色区域代表半干旱气候下的大片土地。

非洲之角到赤道和北回归线几乎是等距离的。它主要由东非大裂谷升起的群山组成的，该裂谷是从土耳其到莫桑比克的一条地壳的裂缝，把非洲（指黑非洲）和阿拉伯世界（指阿拉伯非洲）分开。该地区大部分由于大裂谷造成了多山的地形，其中最高峰位于埃塞俄比亚西北部的塞米恩山脉。广阔的冰川曾经覆盖了塞米恩和贝尔山脉，但在全新世开始时都融化了。群山在红海边下降，形成巨大的悬崖，而在印度洋边这种下降趋势更为平缓、规律。索科特拉岛是索马里海岸以东印度洋中的一个小岛，面积3,600平方公里，被认为是非洲的一部分，尽管管辖它的也门是亚洲阿拉伯半岛上最南部的国家。
尽管靠近赤道，但非洲之角基本上是一干旱地区。这是因为，为萨赫勒地区和苏丹地区带来季节性降雨的热带季风是从非洲之角的西方刮来的，因此，季风到达非洲之角的边缘地区如吉布提和索马里西北部时已经丧失了大部分的湿气，从而导致非洲之角的大部分地区没有接收到季风带来的大量降雨。而在非洲之角西部的向风面、埃塞俄比亚中部和厄立特里亚极南部，仍能接收到季风带来的较为丰富的降雨。在埃塞俄比亚的大部分山区每年的降雨量超过2,000毫米（78英寸），即使厄立特里亚首都阿斯马拉的降雨量也有570毫米（23英寸）。这部分降雨是远离埃塞俄比亚的很多地区唯一的水源，其中最重要的要数埃及，它按降雨量来算是地球上最干燥的国家，但就是因为这部分降雨使之成为世界文明古国之一。
在冬季，自东北方来的信风并未带来任何湿气，除了索马里北部山区，在那里晚秋的降雨可达到500毫米（约20英寸）。在东部海岸，由于一股从海岸平行吹来的强烈的风（被称为上升流），使该地区的年降雨量只有51毫米（约2英寸）。
红海沿岸地区是世界上温度最高的地区之一，其中7月41°C（约106°F）左右，1月32 °C（约90 °F）左右。在红海东岸，由于上升流的缘故，稍微凉爽一些，但依然很热。由于上升流的增强，温度降低，所以例如阿斯马拉的最高温度在20 °C（约68 °F）左右，而在无云的夜晚时常发生霜冻，同时在塞米恩山脉最高峰，温度很少达到14 °C（约57 °F），无云的夜晚甚至下降到零下10 °C（约14 °F）。

## 历史

### 古代史
阿克苏姆帝国是位于今埃塞俄比亚、厄立特里亚、索马里北部和也门的受塞巴人影响的国家，它的繁荣时期是在公元1世纪至7世纪之间。由于非洲之角重要的战略位置，它在过去便成为限制进出红海的船只的门户通道。

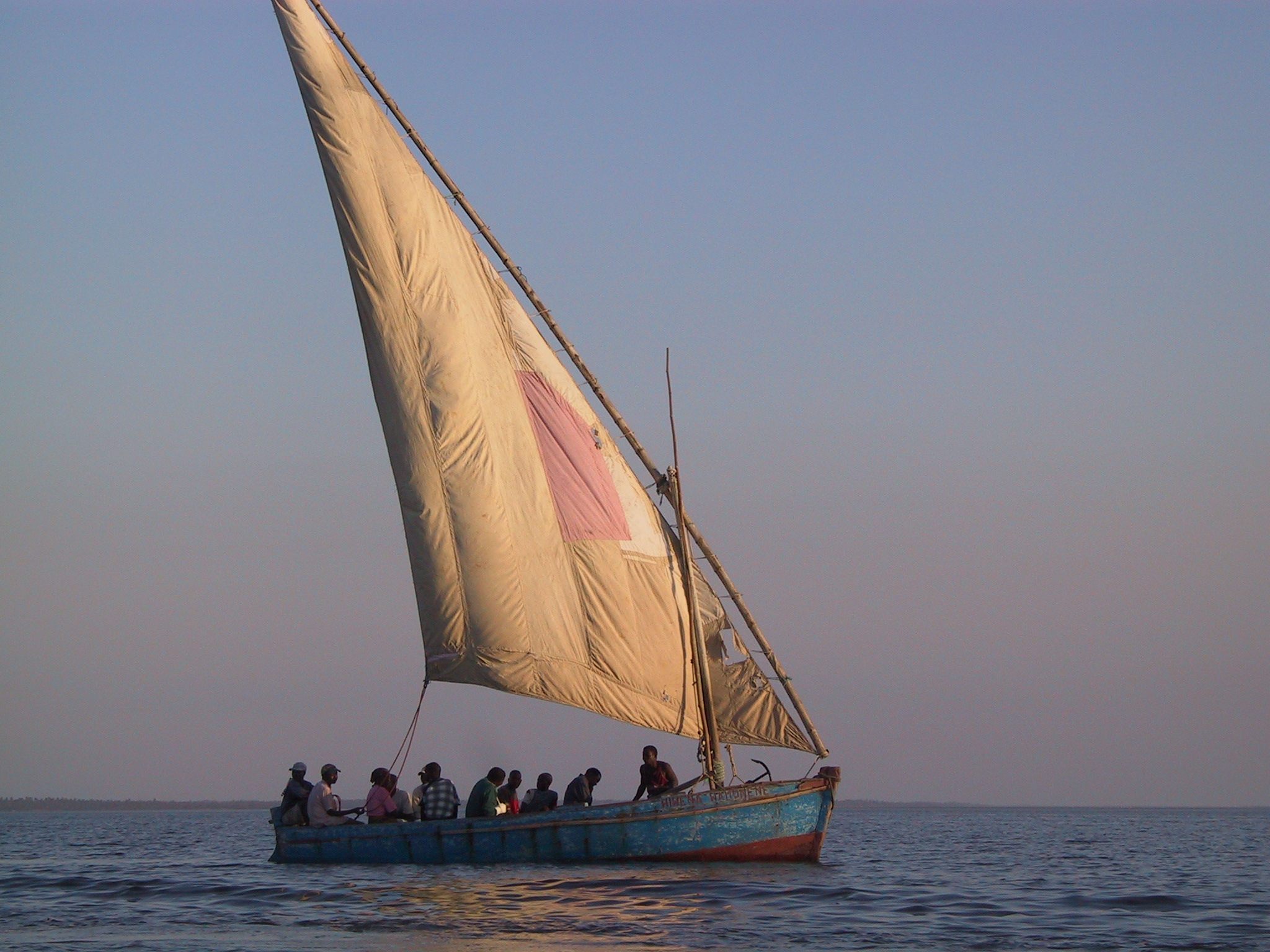
单桅帆船——传统贸易船只的现代版

该地区在古典古代也是一个生物资源的来源地：古埃及人、古希腊人和古罗马人一次又一次地派出远征队到该地区寻找乳香、没药、龙血或者辰砂，并通过香料之路返回。因此，古罗马人称该地区为香料之地（Regio Aromatica）。据信古埃及人虚构的邦特之地也位于该地区。
非洲之角也是非洲沿海港口网络的一部分，它和波斯湾一样是环印度洋古代商道的一部分。

### 现代史
近十几年来，非洲之角变成了一个危机四伏的地区。埃塞俄比亚因为它的人口优势在非洲之角扮演了支配者角色，因为该地区的大约85%的居民生活在该国，1937年埃塞俄比亞被義大利軍事佔領。第二次世界大戰時期義大利攻占英屬索馬利蘭后，整塊非洲之角为義大利所控制。然而，埃塞俄比亚的历史充斥着大量的穆斯林和基督徒或是当今的民族主义者和马列主义者为争夺资源和生存空间而发生的冲突。该地区的其他国家同样遭受着持续的战火：索马里自1977年爆发了内战，导致该国自1991年以后就没有一个能够控制全国的中央政府；苏丹爆发的苏丹内战是该地区又一个重要不稳定因素；吉布提和厄立特里亚也未能幸免，厄立特里亚更因独立问题与原宗主国埃塞俄比亚长期交恶，爆發埃厄戰爭。
更有甚者，该地区频繁地遭遇自然灾害，如对农村伤害更为严重的旱灾或洪灾。天灾加人祸的结果，该地区成为世界上营养不良最严重的地区，并不断遭遇人道主义危机。从1982年到1992年，非洲之角的大约2百万人死于战乱和饥荒。
2002年以来，非洲之角由于反恐战争成为美国、法国、德国和11个非洲国家关注的一大焦点。

## 文化和种族划分

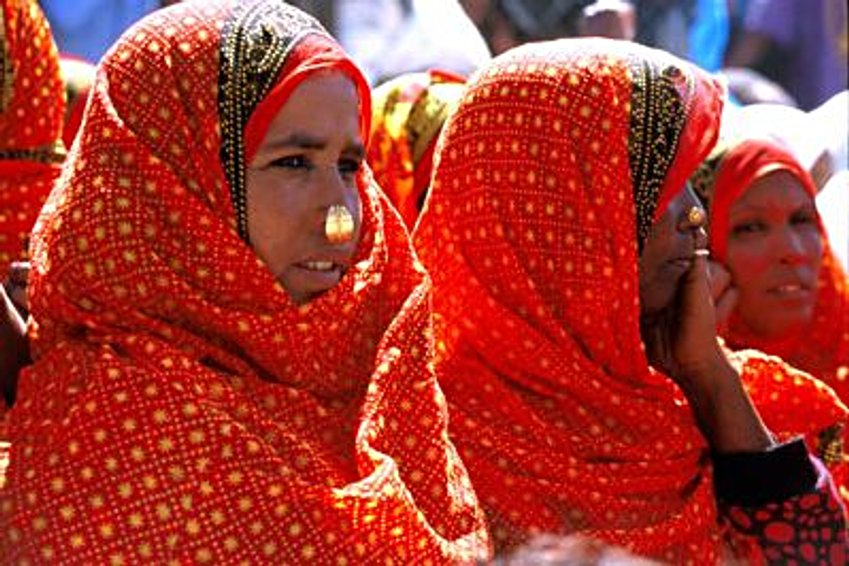
提格雷尼亞婦女

非洲之角各国在文化上是连在一起的。当地人使用犁来耕作，并长期把单峰驼作为一种家畜。在非洲之角有一些重要的不同语言的民族部落，他们是：
- 在吉布提：阿法尔人（达纳基尔人）和索马里人（伊萨人）。

- 在厄立特里亚：比林人、阿法尔人、赫达勒布人（贝尼-埃米尔人或贝沙人）、库纳马人（巴扎人）、纳拉人（尼亚勒提人）、萨荷人（伊洛布人）、拉沙伊达人、提格雷人和提格雷尼亞人。贾贝尔提人是提格雷尼亞人中皈依伊斯兰教的一支（即穆斯林），他们自认为是独立的民族，但并未被承认。

- 在埃塞俄比亚：阿姆哈拉人、阿法尔人、阿高人、古拉吉人、哈默人、哈拉尔人、伊洛布人（皈依天主教的萨荷人）、奥洛莫人、萨荷人（未皈依天主教）、西达马人、索马里人、提格雷尼亚人，还有很多其他的小部落（另见南方民族、部落和公民区的各民族）。

- 在索马里（包括索马里兰）：索马里人。

- 在苏丹：贝沙人、努巴人、富尔人、富拉尼人、巴加拉人，他们周围是其他阿拉伯部落。他们虽然膚色深但他们不是黑人而是地中海人种

## 经济
非洲之角各国的经济很大程度上依靠少数关键的出口品，例如：
- 苏丹：棉花出口占总出口量的50%。
- 衣索比亞：咖啡出口占总出口量的80%。
- ：香蕉和家畜出口占总出口量的50%以上。

## 生态

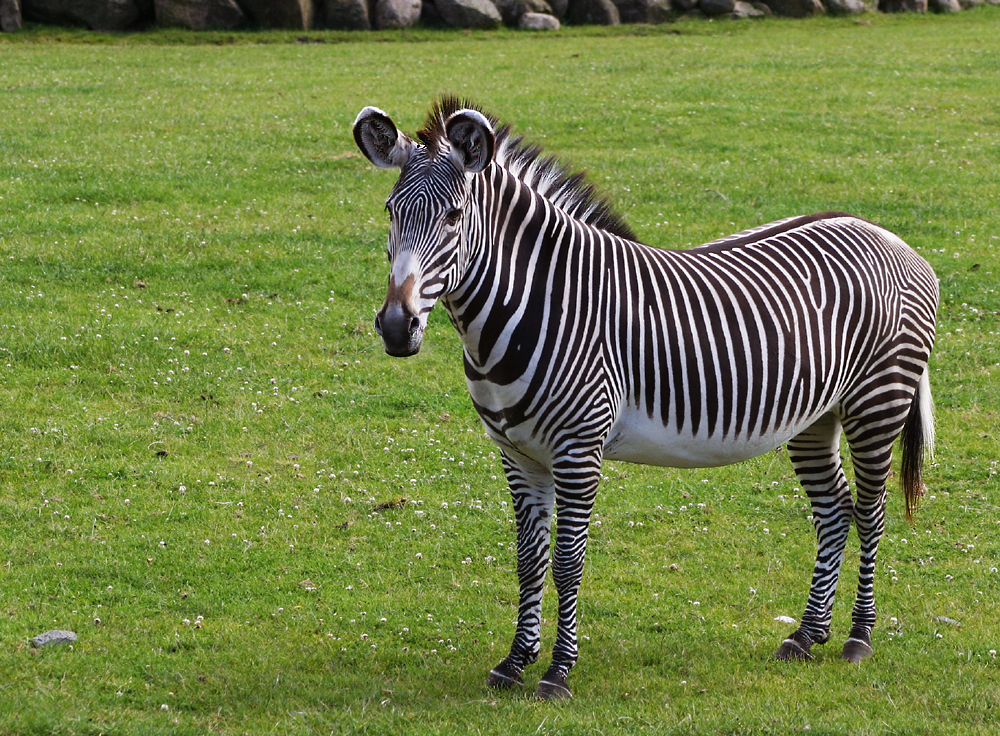
細紋斑馬

非洲之角是联合国教科文组织生物多樣性熱點之一，而且是其中两个完全干旱的一个。尽管如此，非洲之角仍在遭受着大规模的过度放牧，它只有5%的栖息地尚存。在离非洲之角东部不远的也门索科特拉岛上，面临的另一个重大威胁是基础设施的发展对自然环境的破坏。

### 动物相
在非洲之角发现了大约220种哺乳类动物。该地区有很多受威胁的物种，比如属于羚羊类的就有大耳小羚羊、沙羚、银犬羚和斯氏瞪羚等好几种。其他较著名的动物还有索马里野驴、沙漠疣猪、阿拉伯狒狒、索马里沙鼠、鳞掌沙鼠和斯氏软毛梳趾鼠等。細紋斑馬是该地区唯一的野生马科动物。
非洲之角的重要鸟类有解放伯劳、金翅雀、栗腰朱顶雀和吉布提鹧鸪等。
非洲之角拥有比非洲其他地区更多的特有种爬行类，非洲约285种特有种爬行类在这里就有90种，而且这90种只生活在该地区。根据属来区分，它们分别属于Haackgreerius属、Haemodracon属、索科特拉蛇属、Pachycalamus属或猫眼蛇属，其中一半的属只生活在也门的索科特拉岛。不同于爬行类，这里被发现的两栖类很稀少。
在非洲之角大约有100种淡水鱼类，其中大约有10种是这里的特有种，其中包括在洞穴里生活的索马里盲鲃和索马里洞穴鱼。

### 植物相
据估计，在非洲之角发现了大约5,000种维管植物，其中半数是该地区的特有种。在索科特拉岛和索马里北部，地方特殊性得到了最充分的发展。该地区有两个特有的科：钩毛叶科和八瓣果科。其他值得注意的植物有：只生活在索科特拉岛的锐叶木兰，还有班克瓦莱棕榈、叶赫布坚果和索马里樱草等。

## 外部連結
- （英文）非洲之角历史 （页面存档备份，存于）
- （英文）非洲之角新闻代理处
- （英文）世界野生动植物基金会——索马里刺槐-没药灌木丛地带 （页面存档备份，存于）
- （英文）非洲之角生物多样性试点
- （英文）非洲保护野狗生物多样性试点网站
- （英文）联合国儿童基金会为非洲之角的儿童设计的一种挂在背心上的怀表表链 （页面存档备份，存于）
- （英文）非洲之角链接（也门）
- （英文）非洲之角多国联合特遣部队官方网站